# Lepthyphantes lebronneci
Lepthyphantes lebronneci este o specie de păianjeni din genul Lepthyphantes, familia Linyphiidae, descrisă de Berland, 1935. Conform Catalogue of Life specia Lepthyphantes lebronneci nu are subspecii cunoscute.